# Maryllus
Marullus was de zevende praefectus van Judea. Hij bestuurde de provincia van 37 tot 41 na Chr.
Marullus werd benoemd als opvolger van Marcellus door keizer Caligula, kort na diens troonsbestijging. De eerste twee jaren van zijn bewindsperiode verliepen rustig. In 39 na Chr. vond echter een incident plaats in Jabne, waar niet-Joodse inwoners naar aanleiding van de toenemende keizerverering op allerlei plaatsen in het Romeinse Rijk een altaar oprichtten ter ere van Caligula. Joodse inwoners van de plaats zagen dit als blasfemie en braken het altaar af. Toen Caligula hiervan hoorde, was hij zo woedend dat hij beval dat een beeld van Zeus, dat de trekken van Caligula zelf had, in de Joodse tempel in Jeruzalem geplaatst moest worden. Caligula gaf het bevel aan de Syrische legatus Augusti pro praetore Petronius, waardoor Marullus slechts zijdelings bij de situatie betrokken was. Wel had Marullus zijn handen vol aan ordehandhaving, want in Judea en Galilea was hevig protest tegen het bevel van Caligula. Het verzet was zo heftig dat Petronius zich gedwongen zag de keizer te verzoeken zijn bevel in te trekken. Zoals in een dergelijke situatie viel te verwachten, beval Caligula Petronius daarop zelfmoord te plegen. Het bericht van Caligula's dood in 41 bereikte Petronius echter eerder dan het doodvonnis, zodat hij in leven bleef.
Toen Claudius Caligula opvolgde als keizer van Rome, voegde hij de provincie Judea toe aan de vazalstaat van Herodes Agrippa I. Pas na zijn dood in 44 werd Judea opnieuw een Romeinse provincie.